# 1833年逝世人物列表
下面是1833年逝世的知名人士列表。
1833年逝世人物列表：1月 - 2月 - 3月 - 4月 - 5月 - 6月 - 7月 - 8月 - 9月 - 10月 - 11月 - 12月

## 1月

### 1月10日
- 阿德里安-马里·勒让德，法國數學家，法國數學家

### 1月12日
- 马里-安托万·卡雷姆，法國廚師

### 1月16日
- 南内特·斯特雷彻，德國鋼琴製造商、作曲家、音樂教育家和作家
- 伯納斯特·塔爾頓，英國將軍、政治家

### 1月19日
- 费迪南·埃罗尔德，法國作曲家

### 1月23日
- 第一代埃克斯茅斯子爵愛德華·佩柳，英國海軍上將

## 2月

### 2月6日
- 皮埃尔·安德烈·拉特雷耶，法國動物學家及天主教牧師，現代昆蟲學之父

### 2月14日
- 戈特利布·基尔霍夫，俄羅斯化學家

## 3月

### 3月13日
- 威廉·布蘭得利，英國海軍軍官、製圖師

## 4月

### 4月6日
- 阿扎曼蒂奥斯·科莱斯，希臘學者

### 4月7日
- 安東尼·拉齊維烏，波蘭政治家
- 雅克·雷亞圖，法國藝術家

### 4月22日
- 理查·特里維西克，英國發明家

## 5月

### 5月5日
- 索菲亞·坎貝爾，澳大利亞藝術家

### 5月15日
- 埃德蒙·堅恩，英國演員

### 5月23日
- 法蘭西斯卡·安娜·坎菲爾德，美國語言學家、詩人和翻譯家

## 6月

### 6月1日
- 小奥利弗·沃尔科特，美國律師、政治家，美國第2任財政部長，第24任康涅狄格州州長

### 6月2日
- 西蒙·伯恩，愛爾蘭冠軍

## 7月

### 7月2日
- 青木木米，日本製瓷家
- 赫瓦西奥·安东尼奥·德·波萨达斯，阿根廷領導人

### 7月5日
- 約瑟夫·尼塞福爾·涅普斯，法國攝影先驅

### 7月11日
- 雅岡，努加爾土著澳大利亞戰士（陣亡）

### 7月12日
- 撒母耳·斯特雷特，美國政治家

### 7月19日
- 第一代薩瑟蘭公爵喬治·琉森-高爾，英國地主

### 7月20日
- 尼尼安·愛德華茲，美國政治家、伊利諾伊州州長和參議員

### 7月22日
- 約瑟夫·福倫茲，義大利眼科醫生

### 7月23日
- 安塞爾莫·德拉克魯斯，智利政治人物

### 7月26日
- 湯瑪斯·納普頓，英國水手，被處決

### 7月29日
- 威廉·威伯福斯，英國政治家、廢奴主義者

## 8月

### 8月9日
- 戈弗雷·希金斯，英國考古學家

### 8月14日
- 普萊西德斯·斯佩沙，瑞士登山家

## 9月

### 日期不詳
- 詹姆斯·法誇爾，蘇格蘭政治家

### 9月7日
- 汉娜·莫尔，英國宗教作家、浪漫主義者和慈善家

### 9月15日
- 亞瑟·哈勒姆，英國詩人

### 9月27日
- 拉姆·莫汉·罗伊，印度教改革家

### 9月29日
- 费尔南多七世，西班牙國王

## 10月

### 10月3日
- 法蘭索瓦，夏斯盧普-勞巴特侯爵，法國將軍

### 10月4日
- 瑪麗亞·簡·朱斯伯里，英國詩人和文學評論家

### 10月16日
- 安德列·博洛托夫，俄羅斯農學家和回憶錄家
- 梅諾·哈斯，出生於德國的銅版雕刻師

## 11月

### 11月1日
- 伊万·伊万诺维奇·马丁诺夫，俄羅斯植物學家

### 11月6日
- 松前章廣，日本江戶時期人物

### 11月16日
- 約翰·麥克米蘭，長老會牧師，賓夕法尼亞傳教士

### 11月23日
- 让-巴蒂斯特·儒尔当，法國指揮官

## 12月

### 12月17日
- 卡斯帕尔·豪泽尔，德國著名人物